# 菲利普维尔
菲利普维尔（法語：Philippeville，法語發音：[filipvil] ⓘ）是比利时瓦隆大区那慕爾省的一个城市，通行法语，是比利时法语社群的一部分，面积156.71平方千米，人口9,228人（2018年1月1日）。

## 友好城市
- 法國 索略